# Hvítá (Borgarfjörður)
Hvítá i Borgarfjörður på Västlandet, Island, är en 117 km lång jökelälv som avgränsar Borgarfjarðarsýsla från Mýrasýsla. Upprinningsområdet ligger mellan Eiríksjökull och Strútur och älven når havet i trakten av Borgarnes. Hvítá är en av Islands vattenrikaste älvar med bifloderna Norðlingafljót, Þverá och Norðurá. Fallen Barnafoss och Hraunfossar ligger i Hvítá, som också är en viktig laxälv.
Det finns flera älvar på Island som heter Hvítá (”den vita älven”), till exempel Hvítá i Árnessýsla. Namnet kommer av att jökelälvarnas vatten ofta har en mjölkaktig färg på grund av det medförda slammet.

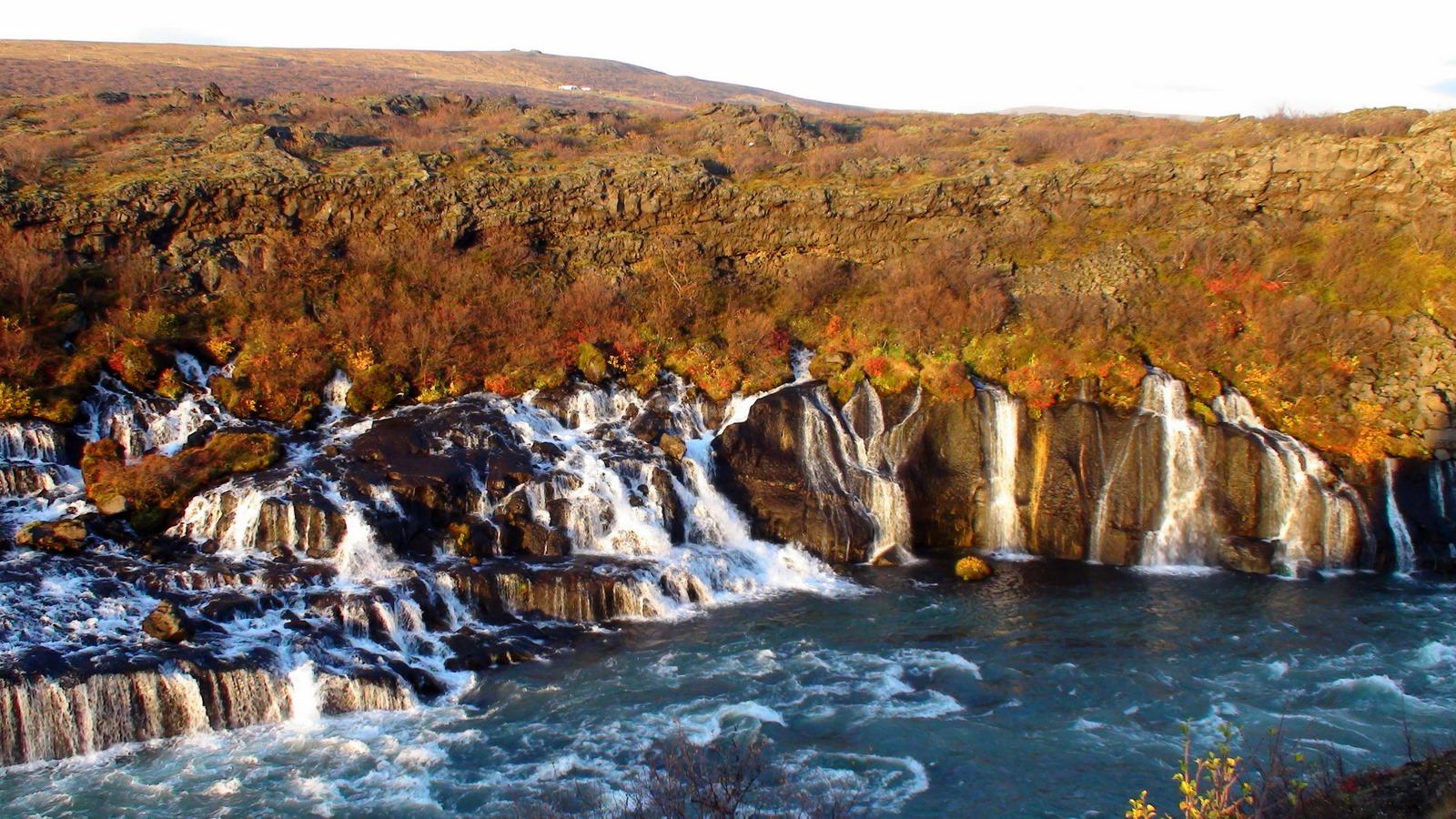
Hraunfossar vid Hvítá.

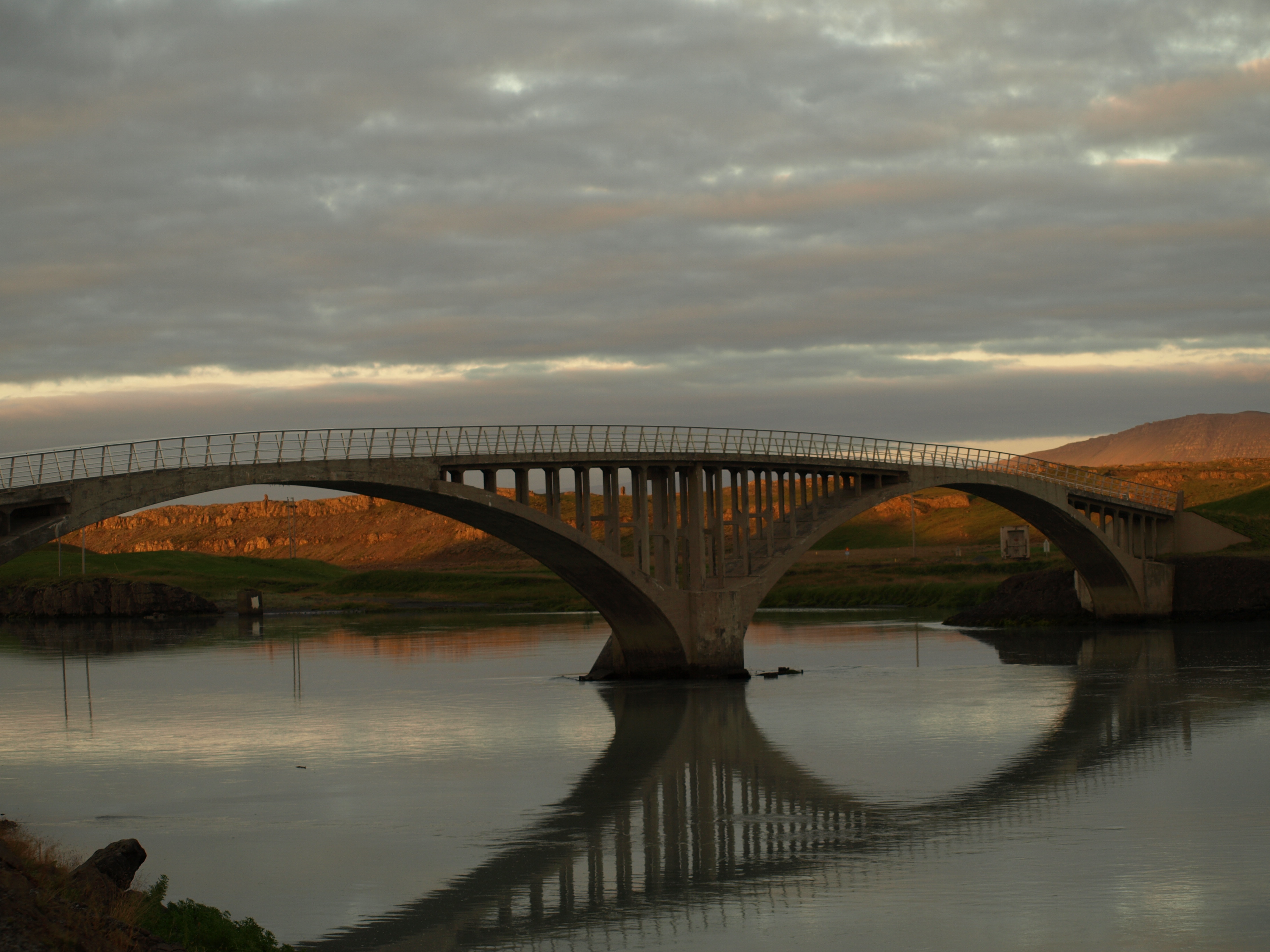
Bron över Hvítá vid Ferjukot.